# 10TP
Il 10TP è stato un carro armato medio sviluppato in Polonia durante la seconda metà degli anni trenta del XX secolo, rimasto allo stadio di prototipo.

## Storia

### Sviluppo
Nel 1929 lo stato maggiore dell’esercito polacco decise di sostituire i carri leggeri Renault FT allora in servizio con nuovi mezzi ritenuti più adatti alle mutate esigenze operative. Il Wojskowy Instytut Badań Inżynierii (Wibi) inviò il capitano Marian Rucinski presso l’azienda statunitense US Wheel Track Layer Corporation di Rahway, New Jersey, di proprietà dell’ingegnere J.W. Christie, per acquistare un carro armato Christie M1928, e la sua licenza di produzione. Tale veicolo doveva essere utilizzato per lo sviluppo di un nuovo carro di progettazione nazionale, e l’accordo di vendita fu siglato il 26 febbraio 1930. Il mezzo fu pagato anticipatamente ma non fu mai consegnato e l’ingegnere Christie, temendo una causa legale del governo polacco, preferì rimborsare il denaro. Il Wojskowy Instytut Badań Inżynierii, di concerto con lo Stato maggiore, preferì allora procedere autonomamente iniziando la progettazione preliminare di un nuovo tipo di carro denominato 10TP. Il nuovo mezzo fu sviluppato dai tecnici del Wibi, sotto la guida del maggiore Rudolf Gundlach, a partire al marzo 1935 utilizzando anche gli appunti presi dal capitano Rucinski nel corso del suo viaggio negli Stati Uniti.
Nonostante il fatto che nel 1936 la progettazione del nuovo carro non fosse completamente terminata, esso venne incluso nel programma pluriennale di ammodernamento delle forze corazzate e di modernizzazione dell'esercito polacco per gli anni 1936-1942. Questo programma venne approvato dal Comitato per gli armamenti e il materiale (Komitet non Spraw Uzbrojenia i Sprzętu, KSUS) nel mese di gennaio 1936, e fu previsto che il carro 10TP dovesse andare ad equipaggiare quattro battaglioni di carri armati di nuova costituzione. I lavori di costruzione iniziarono nel 1937 presso l’officina sperimentale (WD) della fabbrica Państwowe Zakłady Inżynierii di Ursus, vicino a Varsavia, sotto la supervisione del capitano Kazimierz Antoni Grüner. In quello stesso periodo furono costituite due nuove brigate di cavalleria motorizzata con il programma di dotarle del nuovo carro appena fosse stato possibile.
Il prototipo del 10TP fu completato nel luglio 1938, equipaggiato con un treno di rotolamento Christie e propulsore diesel American LaFrance da 240 hp. I collaudi iniziarono il 16 agosto dello stesso anno, nella massima segretezza, condotti dallo specialista sergente Polinarek sotto la supervisione del comandante del Biuro Badań Technicznych Broni Pancernych (BBT Br.Panc), capitano Leon Czekalski. Durante le prime prove emersero alcuni difetti che comportarono la sospensione dei test il 30 settembre, e il prototipo fu rinviato presso l’officina per l’adozione di alcune modifiche. I collaudi ripresero il 16 gennaio 1939 quando, sotto la supervisione del capo ingegnere, il carro percorse un breve tragitto fino a Łowicz (154 km), e il 22 e il 25 aprile andò a Grodno, percorrendo una distanza di 610 km. Dopo questo viaggio, e con quasi 2 000 km percorsi, il veicolo fu nuovamente inviato all'officina sperimentale dove venne quasi completamente smontato per controllare lo stato di usura di alcune parti, identificare le cause dei guasti e per riparare i danni. Nel mese di maggio, il carro venne esibito ai generali e alle altre autorità militari di alto rango. L'attacco tedesco del settembre 1939 mise fine ad ogni tentativo di produzione, e del prototipo si perse ogni traccia.

## Tecnica

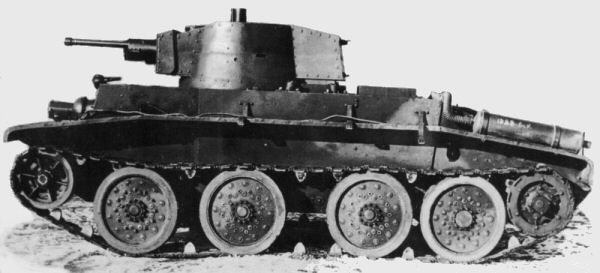
Il prototipo del carro medio 10TP fotografato con i cingoli

Il carro 10TP aveva un ampio scafo che consentiva a due membri dell'equipaggio di sedere fianco a fianco all'interno, e disponeva di una torretta Bofors, ruotante suoi 360°, armata con un cannone Bofors wz. 36 da 37 mm, il cui munizionamento era pari ad 80 colpi, e protetta anteriormente e posteriormente da 16 mm di corazzatura. L'originale treno di rotolamento Christie consentiva al veicolo di marciare sia sulle ruote che sui cingoli, e fu modificato dai tecnici polacchi con l’adozione di ruote più ampie e un diverso tipo di pignoni. Lo sterzo utilizzava servomeccanismi idraulici. Il propulsore diesel American LaFrance a 12 cilindri erogava la potenza di 210 hp (245 secondo la casa costruttrice) che consentivano al veicolo di raggiungere una velocità massima di 50 km/h sui cingoli e 75 km/h sulle ruote.